# Diego Lerman
Diego Lerman (Buenos Aires, Argentina, 24 de març de 1976) és un director de cinema i teatre, guionista, productor i dramaturg argentí.

## Biografia
Lerman va estudiar les carreres de Disseny d'Imatge i So de la Universitat de Buenos Aires (UBA) i Dramatúrgia de l'Escola Municipal d'Art Dramàtic (EMAD). Va estudiar Muntatge a l'Escola de San Antonio de los Baños (Cuba) i Actuació en el Sportivo Teatral. Va dirigir quatre llargmetratges dels quals també és guionista i productor. Aquestes pel·lícules van ser reconegudes en els festivals més importants del món i estrenades comercialment no només a Amèrica Llatina sinó també a Europa, Estats Units i Japó.
L'any 2002 va dirigir, coescriure i produir Suddenly, guanyadora de diversos premis a festivals d'arreu del món, com ara el Lleopard de Plata a la millor pel·lícula del Festival de Locarno, el Premi Coral a la millor pel·lícula i a la millor actriu del Festival de l'Havana o el premi al Millor Nou Director i Millor Guió del Festival de Huelva.
També l'any 2002 va ser seleccionat pel Festival de Canes per fer La Residence de la Cinéfondation a París, on va viure i va treballar durant 5 mesos en l'escriptura del seu segon film, Meanwhile (2006). Aquest film va rebre reconeixements a festivals d'arreu.
L'any 2008 va fundar, al costat de l'actriu María Merlino, la Companyia Teatral Flor de un dia, amb l'objectiu de crear espectacles teatrals singulars. Fins ara la companyia ha realitzat dues obres de teatre: Res de l'amor em produeix enveja i Què m'has fet, vida meva.
El 2009, va fundar la Productora Campo Cine SRL al costat de Nicolás Avruj. Campo Cine té una intensa activitat en el mitjà audiovisual, havent produït nombrosos llargmetratges, curts, documentals i sèries de televisió.
El 2010 va estrenar al Festival de Canes, dins la Quinzena de Realitzadors, La mirada invisible, pel·lícula que va dirigir, escriure i produir. El 2014 va estrenar en el mateix festival i en la mateixa categoria Refugiat, pel·lícula que va dirigir, coescriure i produir, una coproducció entre Argentina, França, Colòmbia i Polònia. La 62a edició del Festival de Sant Sebastià va triar la pel·lícula per participar dins la secció Horitzons Llatins. A més, va rebre nominacions i participacions en una extensa llista de festivals locals i internacionals.

## Filmografia

### Director

#### Llargmetratges
- Tan de sobte (2002)
- Mentrestant (2006)
- La mirada invisible (2010)
- Refugiat (2014)

#### Altres
- La prova (1999) – curtmetratge
- La guerra dels gimnasos (2005) – Migmetratge
- Serveis prestats (2007) – Telefilm documental
- La Casa (2015) – sèrie de televisó 13x48

### Productor
- Tan de sobte (2003) – Llargmetratge de Diego Lerman
- La Guerra dels Gimnasos (2005) – Migmetratge de Diego Lerman
- Mentrestant (2006) – Llargmetratge de Diego Lerman
- La Mirada Invisible (2010) - Llargmetratge de Diego Lerman
- Soi Cumbio (2011) – Documental d'Andrea Yannino
- Porfirio (Colòmbia / 2011) Llargmetratge d'Alejandro Landes
- Viatge a Mendoza (França / 2012) Llargmetratge d'Eduard Deluc
- Refugiat (2014) - Llargmetratge de Diego Lerman
- NEY (Nosaltres, Ells i Jo) (Argentina 2015) pel·lícula documental de Nicolás Avruj
- La meva amiga del Parc (Argentina 2015) Llargmetratge d'Ana Katz

## Televisió
- Autor / Director / Guionista / Productor de la sèrie “La Casa” ficció 13x48 Canal 7 (TV PUBLICA) 2015
- Productor General de la sèrie de televisió documental “Fotos, retrat d'un país 2” 8x26 dirigida per Jhonatan perel. Canal Trobo 2013.
- Productor General de la sèrie de televisió documental “Indústries Argentines 2” 8x26 dirigida per Pablo Mazzolo. Canal Trobo 2013.
- Productor General de la sèrie de televisió documental “Propaganda” 8x26 dirigida per Alejandro Hartmann Canal Aqua 2013.
- Productor General de la sèrie de televisió documental “La Llei” 8x26 dirigida per Nicolás Avruj Canal Aqua 2013
- Director del programa de documentals “Entrevistes” per a canal Trobo (sèrie de 6 x 26) 2012.
- Productor General de la sèrie de televisió documental “Fotos, retrat d'un país” 8x26 dirigida per Fernando Zuber. Emesa per Canal Trobo i Canal 7. 2011 / 2012

## Teatre
- “Com torno?" basat en conte de Hebe Huart - Dirigida per Diego Lerman. Teatre Santos 4040 2015
- “Que m'has fet vida meva” Dramatúrgia: Pitrola / Merlino / Lerman – Dirigida per Diego Lerman. Teatre la Fusteria 2012 / 2013 / 2014
- “Res de l'amor em produeix enveja”. Obra Escrita per Santiago Pisa i Dirigida per Diego Lerman (2008 / 2009 / 2010 / 2011 / 2012) estrenada en el Sportivo Teatral / teatre tadrón / La Fusteria: www.nadadelamormeproduceenvidia.blogspot.com

## Docència
- Durant 2013 / 2014 va dictar Clíniques de Direcció en diverses províncies del país com jurat i formador del Concurs Raymundo Glayzer organitzat pel INCAA.
- Des de 2013 forma part de la Càtedra Blanco de la matèria trocal DAV. Carrera de Disseny d'Imatge i So. UBA
- 2013 Docent Titular de la matèria “Apreciació Cinematogràfica” de la Carrera de Posada en Escena de l'Escola Metropolitana d'Art Dramàtic.
- 2012 / 2013 Titular de la càtedra d'Actuació en cinema i TV IV al Centre de Recerca Cinematogràfica.
- Dicta el Seminari Intensiu “Ballar en la Foscor” orientat a actors i directors de cinema. (Vila del Cinema / Caracas - Veneçuela) http://www.cnac.gob.ve/?p=2145
- Des de 2011 / 2013 dicta seminaris regulars d'Actuació en cinema en el seu propi estudi (ACTUAR EN CINEMA).
- Dicta classes de Guió en el seu propi estudi des de 2009 / 2013
- Va dictar el Workshop a Chantiers Nomades: “L'Actor com a còmplice” (Tolosa de Llenguadoc 2009)
- Seminaris de Guió en Cinema - Fent Cinema (2008, 2007, 2006, 2005).

## Altres activitats
- Jurat Biennal d'Art Jove de Buenos Aires (2015)
- Jurat Oficial de Festival de Venècia (2014)
- Jurat de Pre Selecció de Projectes pel BAL (BAFICI 2013)
- Integrant del Jurat d'Opera Prima del INCAA (desembre 2011 / març 2012)
- Jurat Oficial Festival de Locarno (2007)
- Jurat Oficial Concurs Melies organitzat per l'Ambaixada de França (2006)
- Jurat Oficial Festival de Cinema de Buenos Aires (2004)
- Jurat Oficial Festival de Cinema de l'Havana (2004)
- Jurat Oficial Festival de Cinema de Las Palmas Gran Canàries (2004)